# マリインスキー・バレエ
マリインスキー・バレエは、ロシアのサンクトペテルブルクにあるマリインスキー劇場のバレエ団である。ソビエト連邦時代にキーロフ・バレエ（1935 - 1991年）と改称されたが、ソビエト連邦崩壊後、以前の名称であるマリインスキー・バレエへ戻した。

## 概要
世界五大バレエ団の一つで最高峰とも言われる。ロシア帝国の宮廷バレエを起源とし、ロシア国内で最も格式の高いバレエ団である。

### 歴史
200年以上という長い歴史をもち、バレエの歴史に多大な影響を残したバレエ団である。どの時代においてもロシア国内で最もレベルの高いバレエ学校を擁し、優秀な人材を輩出してきた。
一方で政治的な影響を受け、ロシア革命（1917年）や2022年のロシアによるウクライナ侵攻の際には、国外への亡命者や退団者が相次いだ。
18世紀初頭 ー ロシアバレエの黎明期

当時後進国であったロシア帝国にフランスから宮廷バレエが伝わる。1730年代にフランス人ジャン・バティスト・ランデにより首都サンクトペテルブルクに帝室舞踊学校が創立された。これがマリインスキー・バレエたの起源となる。
18世紀後半 ー 宮廷バレエから劇場バレエへ

1783年、女帝エカチェリーナ2世の勅令によりオペラとバレエ専用のボリショイ劇場（サンクトペテルブルク）が建設され、ここを活動拠点とする。
1800-1850 ー ロマンティック・バレエの隆盛

フランスを中心にロマン主義の影響を受けた作品が生まれ、これらを積極的に取り入れる。
1850-1900年 ー クラシック・バレエの誕生

フランスから招聘した振付師マリウス・プティパの活躍により、多くのクラシック・バレエの演目がこのバレエ団から誕生した。プティパとチャイコフスキーのコンビによる３大バレエ（『眠れる森の美女』、『くるみ割り人形』、『白鳥の湖』）も、このバレエ団から誕生した。
1886年、老朽化によりボリショイ劇場（サンクトペテルブルク）を閉鎖し、1860年に竣工したマリインスキー劇場を活動拠点とする。
1900-1930年 ー モダン・バレエとクラシック・バレエの世界展開

19世紀後半、西欧ではバレエが衰退しパリでもバレエを上演しなくなっていた。
そんな時代に、ロシア人を中心にしたバレエ団バレエ・リュス（1909-1929年）はパリを中心に好評を博し、世界中で巡業し、当時西欧で斜陽化していたバレエ文化を再興した。このバレエ団は、クラシック・バレエにない新しいステップや民族舞踊を採り入れた革新的な振付で、モダン・バレエを生み出した。
このバレエ団の振付家、舞踏家の過半数は、マリインスキー・バレエ出身者で構成されていた。
また、20世紀初頭は政治的に不安定になり、ロシア革命（1917年）を機に国外への亡命者が相次いだ。彼らが他国のバレエ団でプリンシパルや振付を行い、多くのバレエ団にクラシック・バレエの演目が加わることになる。こうしてバレエ文化の再興とクラシック・バレエを世界的に広める役割を果たした。
1922-1991年 ー ソビエト連邦時代

ロシア革命後、ソビエト連邦は首都をサンクトペテルブルクからモスクワに遷都した。また革命でロシア帝国を滅ぼした建前上、宮廷起源であるマリインスキー・バレエを依然と同様に庇護するのではなく、国策としてモスクワのボリショイ劇場バレエ団を国を代表する組織にするべく強化した。
多くの優秀な舞踏家、振付家をボリショイ・バレエに輩出し、ボリショイ劇場のレベルをあげるのに貢献した。
この時代は、厳しい言論統制により上演できる演目が規制された。バレエ・リュス（団員のほとんどがロシア国外へ亡命）の作品や20世紀以降のフランスやイギリス（資本主義国家）の振付家による作品は、規制の対象となりロシア国内では上演されなかった。
1992-2021 

ロマンティック・バレエやクラシック・バレエを中心に上演。ソビエト連邦時代には国外での知名度はボリショイ・バレエに比べて低かったが、徐々に認知度が上がる。2013年、石井久美子が18歳で日本人として初めて正式入団した。
2022-現在ー ロシアによるウクライナ侵攻後

ウクライナでの惨事、とりわけブチャの虐殺が国連や世界各国から戦争犯罪であるとして批判を受けた後も、国内において通常通り上演を続ける。一方、侵攻に反対してプリンシパルのザンダー・パリッシュ（英語:Xander Parish）（英国出身）らが退団するなどの動きがあった。

### バレエのスタイル
- ロシア帝国時代は、バレエ団への入団は貴族の子弟に限られていた為、貴族的で古典的な美しさを崩さず優雅で上品、特に腕のラインが美しいことを特徴としていた。これは現在にも息づいている。
- とりわけコール・ド・バレエ（群舞）の評価が高く、ソビエト連邦時代は踊り手の身長・手足の長さなどのスタイルまで揃えていた。これは、レベルの高い舞踏家（人材）が豊富な証拠でもある。

## 名称の変遷
所属している劇場や都市の名称が政変等により改名されており、多様な翻訳名や記述が存在する。（例：ペトログラードの帝室バレエ団等）
バレエ団名
- ロシア帝国時代
  - -1920?: ロシア帝室バレエ団（英語:Imperial Ballet / Imperial Russian Ballet）ー 文献ではこの名称が使われてきた。
  - 1860-1922?: マリインスキー・バレエ（英語:Mariinsky Ballet）ー ロシア国内ではこの名称で親しまれていた。
- ソビエト連邦時代 ー 言論統制により、旧名称は使用禁止となった。
  - 1922?-1935: ソビエト・バレエ（英語:The Soviet Ballet）
  - 1935-1991: キーロフ・バレエ（英語:Kirov Ballet）
- ロシア連邦時代
  - 1992- : マリインスキー・バレエ（英語:Mariinsky Ballet）

劇場名
- 現在の名称 ＝ マリインスキー劇場
- 別称等 ＝ 帝室マリインスキー劇場、帝室劇場等

都市名
- 現在の名称 ＝ サンクトペテルブルク
- 別称等 ＝ サンクト・ペテルブルク、ペテルブルク、ペトログラード、レニングラード、サンクト・ピーテルブールフ、セントピーターズバーグ等。

## 主要な初演
ボリショイ劇場（サンクトペテルブルク） ー 別称：ボリショイ・カーメンヌイ劇場
- 1862: 『The Pharaoh's Daughter』— 振付:マリウス・プティパ、作曲:チェーザレ・プーニ
- 1864: 『The Little Humpbacked Horse』— 振付:Arthur Saint-Léon、作曲:チェーザレ・プーニ
- 1877: 『ラ・バヤデール』— 振付:マリウス・プティパ、作曲:レオン・ミンクス

マリインスキー劇場
- 1890: 『眠れる森の美女』ー 振付:マリウス・プティパ、作曲:ピョートル・チャイコフスキー
- 1892: 『くるみ割り人形』ー 振付:レフ・イワーノフおよびマリウス・プティパ、作曲:ピョートル・チャイコフスキー
- 1895: 『白鳥の湖』[3] ー 振付:マリウス・プティパ、作曲:ピョートル・チャイコフスキー
- 1898: 『ライモンダ』ー 振付:マリウス・プティパ、作曲:アレクサンドル・グラズノフ
- 1907: 『レ・シルフィード』ー 振付:ミハイル・フォーキン、作曲:フレデリック・ショパン、編曲:アレクサンドル・グラズノフ
- 1956: 『スパルタクス』ー 振付:レオニード・ヤコブソン、作曲:ハチャトゥリアン

## 人材の輩出
バレエの歴史に影響を与えた多くの舞踏家、振付家を輩出してきた。
- ミハイル・フォーキン ー 1898年入団（1905年振付師・教師） → 1909年バレエ・リュス（振付師・教師）
- アンナ・パヴロワ ー 1899年入団 → 1908年海外巡演。1909年バレエ・リュス
- タマーラ・カルサヴィナ ー 1902年入団（1909-1914年バレエ・リュス兼務） → 1918年亡命。バレエ・リュス。1931年英国ロイヤル・バレエなどにバレエ・リュスやマリインスキー・バレエのレパートリーを伝授。
- ヴァーツラフ・ニジンスキー ー 1908年入団（1909年バレエ・リュス兼務） → 1911-1916年バレエ・リュス
- ジョージ・バランシン ー 1921年入団 → 1925-1929年バレエ・リュス（舞踏家／振付家）→ 1933年ニューヨーク・シティ・バレエ団を設立
- ガリーナ・ウラノワ ー 1928年入団 → 1944年ボリショイ・バレエ
- ユーリー・グリゴローヴィチ ー 1946年入団（1962-1964年振付師）→ 1964年ボリショイ・バレエ（1988-1995年芸術監督）
- ルドルフ・ヌレエフ ー 1958年入団 → 1961年亡命。1963年英国ロイヤル・バレエ → 1983-1989年パリ・オペラ座芸術監督
- ナタリア・マカロワ ー 1959年入団 → 1970年亡命。アメリカン・バレエ・シアターや英国ロイヤル・バレエなどで客演。
- ミハイル・バリシニコフ ー 1967年入団 → 1974年亡命。アメリカン・バレエ・シアター → 1978年ニューヨーク・シティ・バレエ団 → 1980-1989年アメリカン・バレエ・シアターのプリンシパル兼芸術監督
- ファルフ・ルジマートフ ー 1981年入団 → 1990年アメリカン・バレエ・シアター → マリインスキー・バレエ

## 所属ダンサー
- ディアナ・ヴィシニョーワ（Диана Вишнёва）
- ウリヤナ・ロパートキナ（Ульяна Лопаткина）(en)
- ユリヤ・マハリナ（Юлия Махалина）(en)
- イルマ・ニオラーゼ（Ирма Ниорадзе）(en)
- ダリヤ・パヴレンコ（Дарья Павленко）
- アリーナ・ソーモワ（Алина Сомова）
- ヴィクトリア・テリョーシキナ（Виктория Терёшкина）
- イーゴリ・ゼレンスキー（Игорь Зеленский）
- エフゲニ・イワンチェンコ（Евгений Иванченко）
- イーゴリ・コルプ（Игорь Колб）
- ダニラ・コルスンツェフ（Данила Корсунцев）
- デニス・マトヴィエンコ（Денис Матвиенко）
- レオニード・サラファーノフ（Леонид Сарафанов）
- アンドリアン・ファデーエフ（Андриан Фадеев）
- マリア・ホーレワ( Мария Владимировна Хорева)
- ウラジーミル・シクリャローフ（Владимир Шкляров）
- キミン・キム
- 石井久美子
- 永久メイ
- 安齋織音